# Salamandridae
Salamandridae é uma família de anfíbios pertencentes à ordem Caudata. Os animais que fazem parte desta família são vulgarmente chamados de salamandras ou tritões. A distinção entre os dois termos é vaga, mas pode ser definida pela quantidade de tempo que os animais passam na água. Enquanto as salamandras passam menos tempo na água, os tritões passam cerca de 2 a 3 meses por ano. Estudos filogenéticos recentes confirmaram que os tritões (sub-família Pleurodelinae) são monofiléticos em relação às verdadeiras salamandras (sub-família Salamandrinae). No entanto alguma confusão existe na terminologia, pois alguns animais cujo nome vulgar é salamandra (como a salamandra-de-costelas-salientes), são considerados tritões.
Em Portugal, existem duas espécies de salamandras: a salamandra-lusitânica e a salamandra-de-pintas-amarelas. Quanto a tritões, em Portugal podem ser vistos as duas espécies de tritão-marmoreado (Triturus marmoratus e T.pygmaeus), o tritão-ibérico (Lissotriton boscai), o tritão-palmado (Lissotriton helveticus) e a salamandra-de-costelas-salientes (Pleurodeles watl).

## Classificação
Família Salamandridae
- Subfamília Salamandrinae
  - Género Chioglossa Bocage, 1864
  - Género Lyciasalamandra Veith e Steinfartz, 2004
  - Género Mertensiella Wolterstorff, 1925
  - Género Salamandra Laurenti, 1768
  - Género Salamandrina Fitzinger, 1826
- Subfamília Pleurodelinae
  - Género Calotriton Gray, 1858
  - Género Cynops Tschudi, 1838
  - Género Echinotriton Nussbaum e Brodie, 1982
  - Género Euproctus Gené, 1838
  - Género Lissotriton Bell, 1938
  - Género Mesotriton Bolkay, 1927
  - Género Neurergus Cope, 1862
  - Género Notophthalmus Rafinesque, 1820
  - Género Ommatotriton Gray, 1850
  - Género Pachytriton Boulenger, 1878
  - Género Paramesotriton Chang, 1935
  - Género Pleurodeles Michahelles, 1830
  - Género Taricha Gray, 1850
  - Género Triturus Rafinesque, 1815
  - Género Tylototriton Anderson, 1871